# Wera Michailowna Inber

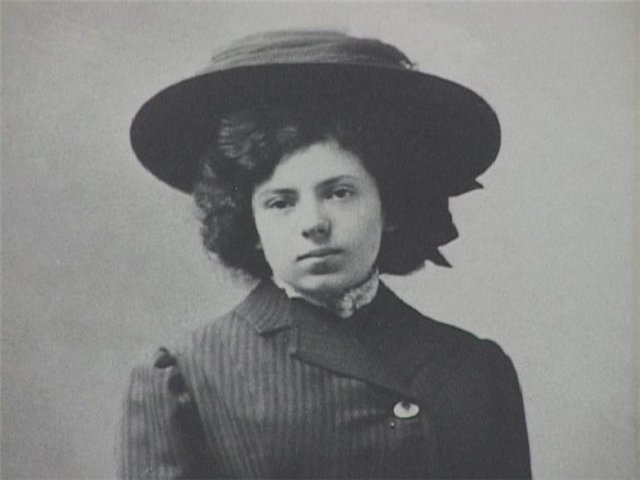
Vera Inber

Wera Michailowna Inber, russisch Вера Михайловна Инбер, geborene Shpenzer, auch Vera Inber genannt (* 28. Junijul. / 10. Juli 1890greg. in Odessa; † 11. November 1972 in Moskau), war eine russische Schriftstellerin, die im Westen vor allem durch ihre Texte aus dem Kriegsgeschehen und ihre Gedichte und Erzählungen für Kinder Beachtung fand. Sie ist vor allem für ihre Verse und ein Tagebuch über die 900-tägige Belagerung Leningrads im Zweiten Weltkrieg bekannt.

## Leben
Wie viele prominente russische Literaten stammte auch Inber aus der Hafenstadt Odessa am Schwarzen Meer, deren aktives intellektuelles Leben einige der bedeutendsten Schriftsteller und Künstler der Sowjetzeit hervorbrachte. Inbers Vater betrieb dort einen wissenschaftlichen Buchverlag, und sie genoss eine gute Schulbildung.
Von 1910 bis 1914 lebte sie in Paris. Inber veröffentlichte ihre ersten Texte im Jahr 1911. Mit ihrer frühen Lyrik stand sie den französischen und russischen Symbolisten nahe. Ein Teil der Ironie, die einen Großteil ihrer Arbeit durchdringen sollte, wurde in ihren frühesten Versen deutlich, als sie Anhängerin des Akmeismus war, jener kurzlebigen Bewegung in der russischen Poesie, die kurz vor dem Ersten Weltkrieg aufkeimte und klare, präzise und konkrete Bilder suchte.
In den 1920er-Jahren schloss sich Inber einer Gruppe junger Dichter an, die als Konstruktivisten bekannt sind, einem Ableger des Futurismus, der sich für Technologie interessierte und ein Gedicht als „Konstruktion“ in Analogie zum Ingenieurwesen betrachtete. Sie teilte deren Experimentierfreude jedoch nicht. Nachdem diese und andere frühe experimentelle Bewegungen 1930 unter Stalin unterdrückt worden waren, folgten Inbers Verse dem allgemeinen Muster optimistischer Ansichten über das sowjetische Leben.
Anfang 1935 gehörte Inber mit weiteren zwölf namhaften Literaten zu den Unterzeichnern einer Denunziation gegen den als Bauerndichter bekannten Lyriker Pawel Wassiljew, der daraufhin verhaftet und im Gefolge dessen 1937 erschossen wurde.
Inber gewann einen Teil ihrer Inspiration während des Zweiten Weltkriegs zurück, als sie ihren Mann in das belagerte Leningrad begleitete. Von 1941 bis 1944 lebte sie dort mit ihm, ihrem dritten Ehemann, dem Medizinhistoriker Ilja Straschun (1892–1967). Somit erlebte sie die berüchtigte Blockade, die rund einer Million Menschen das Leben kostete. In Leningrad schrieb sie für die Zeitung Leningradskaja Prawda und war für das Leningrader Radio tätig, um die Moral und den Geist der bedrängten Bevölkerung aufrechtzuerhalten. 1943 trat sie der KPdSU bei.
Ihr langes erzählendes Gedicht Pulkowski meridian (1943), benannt nach dem astronomischen Observatorium Pulkowo in der Nähe von Leningrad, gilt als eines der schönsten russischen Kriegsgedichte. Es schildert die Schrecken und Leiden der Belagerung Leningrads, ebenso wie ihr 1945 veröffentlichtes Kriegstagebuch Potschti tri goda (1946, deutsch Fast drei Jahre). Das Leningrader Tagebuch enthält fesselnde Passagen über die Bombardierungen, den Hunger und den Tod, welche die Menschen in der belagerten Stadt erduldeten. Inber wurde 1946 mit dem Stalin-Preis ausgezeichnet. Im nationalsozialistischen Deutschland wurden ihre Bücher verboten und verbrannt.
Sie schrieb auch Lyrik und Prosa für Kinder. Sie betätigte sich auch als Journalistin und reiste durch Europa.
Inbers jüdische Herkunft schlug sich in ihrem Gesamtschaffen kaum nieder.
Neben dem Verfassen eigener Werke war sie als Übersetzerin tätig, übertrug Gedichte von Taras Schewtschenko, Sándor Petőfi, Johannes R. Becher, Rainis und Paul Eluard ins Russische.
Inber starb mit 82 in Moskau. Sie war eine der letzten Überlebenden der frühen experimentellen literarischen Bewegungen der Sowjetzeit, bevor diese durch das Vorgehen des stalinistischen Regimes gegen die Kunst unterdrückt wurden. In Odessa ist eine Straße nach Wera Inber benannt.

## Werke
- Petschalnoje wino, Gedichte, 1914 (Trauriger Wein)
- Gorkaia uslada, Gedichte, 1917
- Brennyeslova, Gedichte, 1922
- Mesto pod solncem, Roman, 1928, deutsch Der Platz an der Sonne, Berlin 1929, Leipzig 1949, Ostberlin 1951[6]
- Pulkovskij meridian, Poem, 1943, (deutsch Der Meridian von Pulkovo)[7]
- Pocti tri goda, Aufzeichnungen, 1946, deutsch Fast drei Jahre, Ostberlin 1946
- Platz an der Sonne und andere Novellen, Stockholm 1947
- Vdokhnoveniye i masterstvo, Essays über Literatur, 1957 (Inspiration und Meisterschaft)
- Kak ja byla malen'kaja, Jugendbuch, 1959, deutsch (von Monica Huchel) Als ich klein war, Ostberlin 1959